# Bill Rexford
Bill Rexford (Conewango Valley, 14 de março de 1927 - 18 de abril de 1994) foi um piloto estadunidense da NASCAR, o segundo campeão da categoria.